# Journalistik
Journalistik är ett begrepp som sammanfattar arbetet med insamling, urval, bearbetning och presentation av det redaktionella innehållet i massmedier. Materialet sammanställs av journalister och är en viktig källa till information om samhället.
Journalistik är ett svårdefinierat begrepp. Författaren och journalisten Anders R. Olsson har uttryckt dilemmat så här: "Den enda hållbara definitionen är att journalistik är det journalister gör".
I praktiken innebär journalistik ofta att besvara vissa grundläggande frågor: Vad?, var?, när?, vem? och hur?, samt gärna även varför?.
Journalistik kännetecknas av en mängd olika drag och egenskaper vad gäller inriktning och innehåll, arbetsmetoder, form, kanaler med mera. En gemensam faktor är rapportering från verkliga, ofta aktuella, händelser, skeenden eller företeelser. Journalistiken skiljer sig därmed från skönlitteratur. Viss journalistik fokuserar på nyheter och aktuella samhällsfrågor – ofta politik och ekonomi. Men journalistiken rymmer även många andra genrer som till exempel bevakar och skildrar kulurrelaterade ämnen, nöjen och kändisar, sport, vetenskap, teknik och andra ämnen som intresserar den publik som mediet vämder sig till. 
Det journalistiska formen och stilen varierar beroende på medium och syfte. Utformningen kan vara allt mellan korta nyhetsnotiser och långa omfattande reportageserier, mer allmänna featureartiklar, "grävande" granskningar och analyser, "personporträtt", kommentarer med mera. Journalistiken kan publiceras och spridas genom olika kanaler, till exempel tryckt press (tidningar, tidskrifter), etermedier (radio, TV), reportageböcker eller digitala publikationer som nås via internet. Många aktörer publicerar sin journalistik samtidigt i flera olika kanaler och format.
I praktiken stärks ofta den journalistiska bedömningen av nyhetsvärdet ju närmare frågan kommer sin målgrupp i tid (aktualitet), geografiskt eller kulturellt.
Modern journalistik präglas ofta av en ambition att vara opartisk och saklig, relevant och balanserad. Några undantag finns. Vissa medier har en uttalat politisk inriktning i sina ledartexter och tillåter att skribenter uttrycker åsikter på till exempel kultursidor och i krönikor. Även medier som ges ut av till exempel intresseorganisationer strävar ofta efter en redaktionell självständighet gentemot ägaren, även om de bevakar ämnen som är kopplade till organisationen och dess verksamhet.
Svenska massmedier tillämpar ofta principen om konsekvensneutralitet. Den innebär att journalistiken ska stå neutral och inte ta hänsyn till om någon part gynnas eller missgynnas av en publicering, så länge som den publicerade uppgiften är sann och relevant.
I många länder, bland annat i Sverige, är massmediernas verksamhet och därmed även journalistiken grundlagsskyddad.  I andra  länder, där de fria medierna har en svagare position, förekommer olika former av censur och andra begränsningar, både för journalistiska verksamheten och enskilda journalister.
Journalistik är också den vetenskap som studerar hur journalister arbetar, hur det dagliga arbetet som journalist ser ut och hur media agerar gentemot censur, statliga restriktioner, yttrandefrihet, pressetiska regler och nyhetsvärdering, urval med mera. Bland de mest kända forskarna finns Walter Lippmann och Marshall McLuhan.

## Grundregler

### Journalistikens element
Ett sätt att se på journalistikens olika funktioner har beskrivits i fyra punkter av Lars Furhoff, tidigare prefekt vid Journalisthögskolan i Stockholm:
1. Information: Massmedierna bör ge den information som krävs för att medborgarna ska kunna ta ställning i samhällsfrågor.
2. Kommentarer: Massmedierna har rollen att kommentera skeenden i samhället.
3. Granskning: Massmedierna bör agera som allmänhetens företrädare när de granskar och kontrollerar de inflytelserika i samhället.
4. Gruppkommunikation: Massmedierna bör främja en kommunikation inom och mellan olika grupper i samhället.[2]

Ett annat sätt att beskriva journalistiken har formulerats av journalisterna Bill Kovach och Tom Rosenstiel. I The Elements of Journalism nämner de nio element som journalister bör följa för att upprätthålla journalistikens roll, så medborgarna kan förbli fria och självstyrande:
1. Journalistens första förpliktelse är mot sanningen.
2. Journalistens första lojalitet är till medborgarna.
3. Journalistens disciplin är verifiering.
4. Journalisten måste hålla sig fristående från dem som ska bevakas.
5. Journalisten måste agera självständig bevakare av makten.
6. Journalisten måste ge ett forum för öppen kritik och kompromiss.
7. Journalisten måste sträva efter att göra det viktiga intressant, och relevant.
8. Journalisten måste hålla nyheterna överblickbara och proportionerliga.
9. Journalisten måste tillåtas följa sitt personliga samvete.

### Journalistisk yrkesetik
Journalistikens roll som samhällsbevakare och granskare, med ambitionen att ge publiken (läsare, lyssnare, tittare) en saklig och relevant information med sanningsanspråk, ställer speciella krav på redaktionernas och journalisternas yrkesetik. Tre nyckelbegrepp i det sammanhanget är sanning, transparens och samhällsansvar.
Synen på journalistikens etik har utvecklats över tiden och varierar mellan olika länder och kulturer. I Sverige och andra liknande länder pågår en ständig debatt, både inom redaktionerna och i samhället, där publiceringar, metoder och konsekvenser kritiseras och diskuteras. Det sker bland annat i regi av Publicistklubben. I Sverige har branschen gått samman i ett frivilligt och självreglerande system för medieetik, där Medieombudsmannen (tidigare Pressombudsmannen, PO) och Mediernas etiknämnd (tidigare Pressens opinionsnämnd, PON) värnar om ett regelverk, Publicitetsreglerna. De tar bland annat upp vikten av en allsidig och korrekt nyhetsförmedling, respekt för privatliv, rätt till bemötande och vikten av att olika relevanta aspekter av en fråga lyfts fram.
Det svenska yrkesförbundet för journalister, Svenska journalistförbundet, har formulerat 13 yrkesetiska regler. De markerar bland annat vikten av att vara oberoende från externa intressen och stå emot påtryckningar, att möta intervjuade med respekt, att inte förfalska, att respektera upphovsrätt och att ange källor.
Den praktiska tillämpningen av journalistikens publicerings- och yrkesetik bygger alltså på flera olika grunder, som grundläggande lagstiftning, branschspecifika regler och de normer och värden som utvecklas i professionella sammanhang. Journalisterna Martin Ahlquist och Tommy Borglund skriver i sin bok Medierna och etiken att "Journalister som lever efter de  pressetiska reglerna i vardagen kan sägas utveckla ett bättre etiskt förhållningssätt till sitt yrke. Så småningom sitter den etiska reflektionen i ryggmärgen."
Samtidigt påverkas journalistiken av att den är beroende av mer subjektiva faktorer som urval, kunskap, ekonomi och andra resurser, journalistiska traditioner med mera. Det är dessutom utmanande för journalister att leva upp till alla journalistiska ideal eftersom alla, medvetet eller omedvetet, påverkas av utomstående faktorer, såsom omgivning, kultur och den egna ideologin.Håkan Huitfelt, professor i journalistik vid  Göteborgs universitet konstateradeår 1985 i rapporten På första sidan. En studie i nyhetsvärdering att "Dessutom uppsöker nyhetsmedierna de delar av verkligheten som passar mot bakgrund av exempelvis nyhetsförmedlingens ekonomiska villkor och publikens förväntningar".

## Journalistikens roll i samhället
Delar av de journalisternas yrkesetik bygger på tryckfrihet, det vill säga att förmedlare av nyheter och annan information skyddas av lagar.
Under 1920-talet, när den moderna journalistiken grundades, debatterade författaren Walter Lippmann och filosofen John Dewey om journalistens roll i ett demokratiskt samhälle. Deras skilda ståndpunkter är fortfarande typiska för diskussionen om journalistikens plats i samhället.
Lippmann menade att journalistikens roll då var att agera medlare eller översättare mellan allmänheten och de som formar världen. När eliten talade, lyssnade och antecknade journalisterna informationen, sammanställde den till lämplig storlek och förde den vidare till allmänheten. Orsaken var enligt Lippmann att allmänheten inte kunde ta till sig den växande mängden informationen i dagens samhälle och att de därför behövde någon som kunde sortera och filtrera nyheterna. Han fortsatte: Allmänheten är inte smart nog att förstå komplexa politiska händelser och är för upptagen med sina vanliga liv för att bry sig om komplicerade samhällsfrågor, medan journalisterna hade det som sin uppgift. När allmänheten sedan blev upplyst av journalisterna, kunde de rösta och på så sätt påverka eliten.
Dewey, å andra sidan, menade att allmänheten inte bara var kapabla att förstå händelserna som eliten skapade eller reagerade på, utan att det var i det öppna forumet som besluten skulle ske, efter diskussioner och debatter. När sakerna stötts och blötts tillräckligt skulle de bästa idéerna visa sig. Dewey trodde att journalister kunde göra mer än bara föra vidare information. Han tyckte att de skulle väga konsekvenserna av den politik som förs. Efter hand har Deweys tankar blivit mer eller mindre anammade och kallas oftast "samhällsjournalistik".
Konceptet "samhällsjournalistik" är centralt i den mesta ny journalistik. Med den modellen kan journalister engagera medborgare och experter/eliten för att föreslå och skapa innehåll. Det är viktigt att Dewey inte förespråkar jämlikhet, utan expertkunskaper. Dewey tror att den samlade kunskapen hos många är vida överlägsen individens kunskap. Experter och forskare är välkomna men den hierarkiska strukturen som är tydlig hos Lippmann saknas. Enligt Dewey, ligger konversation, debatt och dialog i hjärtat av vad en demokrati är.
Medan Lippmanns journalistiska filosofi är mer gångbar hos samhällsledare, är Deweys synvinkel en bättre beskrivning av hur många journalister ser sin roll i samhället och hur samhället i sin tur förväntar sig att journalisterna fungerar.

## Journalistik i praktiken
Journalistik skapas genom en blandning av kunskap och bedömningar. Varje massmedium har egna och speciella förutsättningar, till exempel vad gäller målgrupp och inriktning, publiceringsform och resurser. Därför skiljer sig resultatet åt i större eller mindre grad, även om medierna verkar inom näraliggande områden. All journalistik är i den meningen subjektiv även om den strävar efter ett resultat som präglas av objektivitet och relevans men journalistiken ska vara professionell och sanningsenlig.
Arbetet på större massmedier sker ofta i olika arbetsgrupper, redaktioner, som samarbetar för helheten. Arbetet planeras och följs upp regelbundet, både genom olika chefs- och redaktörsfunktioner och återkommande redaktionsmöten. På så sätt pågår ofta en ständig diskussion om nyhetsvärdering, vinklar, faktakontroll, hantering av känsliga uppgifter och andra kvalitetsfrågor.
Vissa arbetsrutiner är generella för allt journalistiskt arbete:
- Att bygga upp kunskap och erfarenhet. Facktermen är research, och innebär i praktiken inläsning, sökningar i litteratur och databaser, bakgrundsintervjuer med mera.
- Att söka ny information och ställa den i relation till redan kända uppgifter. Specialiserade journalister bygger ofta upp kontaktnät som de kan vända sig till för att fånga upp nya händelser och skeenden inom sitt bevakningsområde. Dessutom tar redaktionerna emot tips, pressmeddelanden och inbjudningar till presskonferenser och andra evenemang som de kan bevaka. Medierna använder sig också ofta av material från korrespondenter och andra utsända medarbetare, samt nyhetsbyråer.
- Att göra bedömningar och urval ur stora informationsmängder. Detta moment styrs av redaktionernas grundläggande policy och inriktning, och är beroende av mediets relation till sin tänkta målgrupp.
- Att vara källkritisk och bedöma om en källa, en uppgift eller ett påstående är rimligt och sant. En princip är att ett påstående ska bekräftas av två av varandra oberoende källor.[16]
- Att bearbeta, utforma och publicera materialet i en form så det blir begripligt och tillgängligt för publiken.

Formerna för detta arbete varierar mellan olika medier, beroende på hur resultatet ska publiceras.

### Internet
En ny form av journalistik publiceras på Internet oh kan nås via en webbläsare eller webbanpassad app. Den har utvecklats sedan 1990-talet, i takt med att Internet och webben blivit ett allt viktigare informationskanal. Dagstidningar  publicerar ofta webbversioner av sin "papperstidning" med material som antingen är gratis, (delvis) reklamfinansierat eller endast nåbart via abonnemang. I en webbtidning kan traditionella papperstidningar utveckla sin journalistik med olika sorters audiovisuellt material. Dessutom kan materialet uppdateras löpande och utan direkt koppling till pappersupplagans dagsnumrering. Man kan också locka läsarna till abonnemang genom att erbjuda tillgång till äldre (tidnings)material.
Även radio- och TV-stationer etablerar numera webbvarianter där de presenterar hela eller delar av sitt material. Även här kan radions begränsning till endast ljud kompenseras, samtidigt som både TV och radio får ett nytt medium där man kan publicera texter.
I produktionen och distributionen av materialet kan man ofta dra nytta av enklare och billigare tekniska lösningar. Videointervjuer (både för distribution på TV och webben) kan numera ofta göras via konsumentinriktade tjänster som Skype eller Google Hangouts, medan distribution av (kortare) programinslag även kan spridas via videotjänster som Youtube.
Webben erbjuder med sin multimediala presentation nya utmaningar för journalistiken. Detta har lett till journalistutbildningar som riktar sig just mot Internet och "multimedia" i stort.

### Nyhetsbyråer
Nyhetsbyråer förser tidningar, tidskrifter, TV-stationer och andra medier med nyheter dygnet runt. De erbjuder olika tjänster som media kan prenumerera på, och täcker stora delar av media. De flesta arbetar både nationellt och internationellt, men sällan lokalt.
"Vardagliga" nyheter tas vanligen direkt från nyhetsbyråerna. Det kan röra sig om meddelanden, uttalanden från statschefer eller företagsledare. Sådana nyheter krediteras ofta nyhetsbyrån snarare än en journalist. Sådana tips är ryggraden i majoriteten av all media, som litar på nyhetsbyråerna och utgör mycket av det som inte är tidningens eller TV-stationens artiklar och reportage.

## Utmärkelser
Se även kategorin Journalistpriser
Det finns flera priser som delas ut för journalistiska gärningar. Det amerikanska Pulitzerpriset är ett av de mest kända. Guldspaden och Stora journalistpriset är två priser vars vinnare ofta uppmärksammas i svenska medier.

## Journalistik i Sverige

### Tryckfrihet och relation till staten
Förutsättningarna för journalistisk verksamhet varierar mellan olika länder och traditioner. De svenska medierna är, bland annat genom ett uttalat förbund mot censur, fria från direkt statlig styrning. I Sverige finns en lång tradition av pressfrihet. År 1766 blev Tryckfrihetsförordningen världens första lag om rätten att ge ut tidningar och tidskrifter. Där regleras bland annat att var och en får ge ut skrifter, medan det krävs tillstånd från staten för att utnyttja frekvensutrymme för radio- och TV-sändningar. Det grundläggande ansvaret för publiceringar i tidningar ligger på en ansvarig utgivare, som ensam och personligen har ansvar för det som det som publiceras. Motsvarande regler för radio, TV och digitala medier finns i Yttrandefrihetsgrundlagen.
Denna lagstadgade ansvarsfördelning innebär att den ansvarige utgivaren har det formella sista ordet i alla publiceringsfrågor. Därför finns ofta ambitionen att utgivaren även är chefredaktör och därmed en del av det journalistiska arbetet på redaktionen.
Systemet med ansvarig utgivare innebär att innehållet i den svenska journalistiken genom en skyddande lagstiftning ska kunna stå fritt från statligt inflytande. Statens roll är huvudsakligen att fördela ett ekonomiskt mediestöd för vissa ändamål, samt att sätta upp juridiska ramverk. Staten bedriver ingen egen journalistisk verksamhet, men de så kallade public service-bolagen Sveriges Radio, Sveriges Television och Utbildningsradion, ägs av en stiftelse (Förvaltningsstiftelsen för SR, SVT och UR) som har bildats av staten. Dessa bolag har speciella sändningstillstånd och finansieras genom en avgift som tas ut av skattebetalarna. I bolagens uppdrag ingår att arbeta med journalistik som är oberoende i förhållande till såväl staten som olika ekonomiska, politiska och andra intressen och maktsfärer i samhället.